# HD 119971
HD 119971，又名CD-49 8198，SAO 241177、HR 5176，是一颗恒星，视星等为5.45，位于銀經312.04，銀緯11.55，其B1900.0坐标为赤經13h 41m 22.3s，赤緯-49° 11.55′ 14″。